# Pappelstraße (Bremen)
Die Pappelstraße ist eine historische Straße in Bremer Stadtteil Neustadt. Sie führt in Nordwest-Südost-Richtung von der Neckarstraße bis zur Friedrich-Ebert-Straße, hinter der sie sich als Gastfeldstraße fortsetzt.
Die Pappelstraße gliedert sich in die Teilbereiche
- Neckarstraße bis Langemarckstraße (Ortsteil Hohentor) und
- Langemarckstraße bis Friedrich-Ebert-Straße / Gastfeldstraße (Ortsteil Neustadt).

Die Querstraßen wurden benannt oft nach Flussnamen (deshalb Flüsseviertel) und hessischen Städten als Neckarstraße, Weizenkampstraße 1873 nach den früheren Weizenfeldern, Hohentorsheerstraße nach dem früheren Hohen Tor in der Bremer Stadtmauer, Elbstraße (1903), Friedrich-Wilhelm-Straße nach Kaiser Friedrich III., Oderstraße, Langemarckstraße (früher Neue bzw. Große Allee (18. Jahrhundert), Kleine Allee (um 1800) und Meterstraße von 1909) 1937 nach dem Ort Langemark in der belgischen Provinz Westflandern, wo 1914 die Erste Flandernschlacht stattfand, Moselstraße, Rheinstraße, Isarstraße, Donaustraße (1905), Delmestraße (vor 1903), Illerstraße, Rüdesheimer Straße, Biebricher Straße, Aßmannshauser Straße (1913), Wiesbadener Straße, Bachstraße 1873 nach dem Komponisten Johann Sebastian Bach, Friedrich-Ebert-Straße (um 1914) nach dem Politiker (SPD) und Reichspräsidenten und Gastfeldstraße (1875) nach der Feldmark und der hier früher angebauten Gerste; ansonsten siehe beim Link zu den Straßen.

## Geschichte

### Name
Die Straße wurde 1905 nach den Pappeln (Populus) in der Familie der Weidengewächse (Salicaceae) benannt. Große Pappeln standen auf dem nahen alten Schützenhof.

### Entwicklung
Als Süderort wurde früher das Gebiet am linken Weserufer südlich der Altstadt bezeichnet, später dann als Neustadt. Ab 1623 wurden die Befestigungsanlage links der Weser gebaut und ab 1802 abgetragen. Erst nach 1870 fand im Mittel-Kamp in der Feldmark Neuenlande (Nielandt) im Gebiet Obervihlandt der Bau von Straßen und Häusern statt. 1873 wurde die Pappelstraße angelegt. Ihren Namen erhielt sie 1905 nach den dort als Allee angepflanzten Pappeln. Die Neustadt weitete sich nun bis zur Neuenlander Straße aus. Eine verstärkte Bebauung fand um 1900 bis 1914 in dem Flüsseviertel statt. Die erhaltene Schule an der Oderstraße wurde 1909 als Volksschule gebaut. Die Luftangriffe 1944/45 vernichteten Teile der Alten Neustadt und auch im nordwestlichen Gebiet der Pappelstraße wurden viele Häuser zerstört, so dass dieses Gebiet nun durch Nachkriegsbauten geprägt wurde. Die Akteure der Pappelstraße und des Flüsseviertels treffen sich regelmäßig Netzwerktreffen Pappelstraße seit den 2018 Jahren. Der Umzug zum Bremer Freimarkt startet jährlich von der Pappelstraße.

### Verkehr
Ein großes Gebiet südlich des Hohentores wurde 1849 vom „Bremer Schützenverein von 1843“ aufgekauft. Hier wurde der neue Schützenhof gebaut, einer der größten in Deutschland. Noch um 1860 gab es hier nur zwei Straßen: die alte Straße nach Oldenburg, heute Hohentorsheerstraße, und die Neuenlander Straße. 1873 wurde quer zur heutigen Hohentorsheerstraße die spätere Pappelstraße angelegt. Wahrscheinlich wird das damals ein Feldweg gewesen sein, der durch das Gebiet des Schützenhofes führte und mit Pappeln bepflanzt war.
Ende des 19. Jahrhunderts war der alte Schützenhof finanziell nicht mehr zu halten. Das gesamte Areal wurde verkauft und in Randbereichen zügig bebaut, die zum Schießen benötigten Teile bis 1905 zurückgepachtet. 1905 bekam der 1873 angelegte Weg den Namen „Pappelstraße“, wurde zur Straße ausgebaut bald auch mit Häusern bebaut. Einige Jahre lang führte die Pappelstraße von der Hakenburger Straße bis zum Kirchweg, um 1911 wurde der Teil östlich der Bachstraße in Gastfeldstraße umbenannt.
Später (nach 1927) kam das kurze Stück zwischen Bachstraße und Friedrich-Ebert-Straße wieder zurück zur Pappelstraße.
Das kurze Stück Pappelstraße westlich der Neckarstraße wurde in den 1960er Jahren mit der Bundesstraße 75 überbaut, die Hakenburger Straße verschwand vom Stadtplan. Später, wahrscheinlich in den 1980er Jahren, entstand hier eine Lärmschutzwand.
Die Pappelstraße wurde auch von der Straßenbahn Bremen befahren:
- 1905 erreichte die Straßenbahn (ab 1908 Linie 6, heute Linie 1) die Kreuzung Meterstraße (heute Langemarckstraße) Ecke Pappelstraße.
- 1914 erreichte die Straßenbahn der Linie 5 die Kreuzung Friedrich-Ebert-Straße / Gastfeldstraße[6].
- 1924 wurde eine Strecke durch die östliche Pappelstraße eröffnet, die die Linien 5 und 6 als „Neustadtring“ verband[5].
- 1939 wurde auch der westliche Teil der Pappelstraße bis zur Hohentorsheerstraße befahren. Die Linie 15 fuhr damals von Schwachhausen erst zur Neustadt, hier durch die Pappelstraße und dann über die damals neue Westbrücke nach Walle.
- 1958 wurde die Strecke durch die Pappelstraße nach Osten in die Gastfeldstraße verlängert.
- 1964 wurde die Verbindung durch den westlichen Teil der Pappelstraße eingestellt. Da die Westbrücke nach 1945 nie wieder von Straßenbahnen befahren worden war, war auf diesem Ast die Fahrgastnachfrage zu gering geworden.
- 1967 wurde der Straßenbahn-Linienverkehr auch in der östlichen Pappelstraße eingestellt, einschließlich der erst neun Jahre zuvor eröffneten Verlängerung in die Gastfeldstraße. Seitdem wird hier der Nahverkehr mit Bussen gefahren. Die Strecke in der östlichen Pappelstraße bleibt als Betriebsstrecke und für Umleitungen erhalten.
- 2001 wird auch die Betriebsstrecke aufgegeben, nach 77 Jahren fahren keine Straßenbahnen mehr durch die Pappelstraße.

Im heutigen Nahverkehr in Bremen wird die Pappelstraße von Straßenbahnen nur noch gequert, durch den östlichen Teil fahren Busse.
- Durch die Langemarckstraße fahren die Linien 1 (Huchting – Mahndorf) und 8 (Huchting – Schwachhausen (Kulenkampffallee)).
- Durch die Friedrich-Ebert-Straße fährt die Linie 6 (Flughafen – Universität).
- Die Buslinien 26 (Huckelriede – Walle) und 27 (Huckelriede – Findorff/Weidedamm) durchfahren die Straße.
- In das Umland fahren die Buslinien 101 (Bassum), 102 (Syke), 120 (Kirchweyhe), 121 (Kirchweyhe), 226 (Wildeshausen) und 750 (Morsum (Thedinghausen)).

## Gebäude und Anlagen
An der Straße befinden sich u. a. zwei- bis viergeschossige Häuser. Hier im Flüsseviertel befinden sich Kulturzentren, viele Secondhand-Läden, Ateliers, kreative Bürogemeinschaften, WGs, Kunstcafés, viele Friseure und Bäcker sowie junge Familien. Trend und Tradition hat hier einen Standort.
Erwähnenswerte Gebäude und Anlagen
- Nr. 23: 4-gesch. Wohn- und Geschäftshaus
- Nr. 40/Ecke Langemarckstraße 187: 3-gesch. Wohn- und Geschäftshaus von um 1910 mit Jugendstilfassaden
- Nr. 42a/Ecke Langemarckstraße 194: 4-gesch. Wohn- und Geschäftshaus (Gaststätte) mit 5-gesch. achteckigem Ecktürmchen, Giebelelement und drei Erkern
- Nr. 44: 3-gesch. Wohn- und Geschäftshaus von um 1910 mit Klinkerfassade
- Nr. 57: Hier war von 1929 bis 1941 das Kino Gloria mit 800 Plätzen
- Nr. 57C: Hochbunker
- Ecke Moselstraße: 2-gesch. typische, traufständige Bremer Häuser der Jahrhundertwende (1900) an der Moselstraße
- Nr. 64–68: 4-gesch. Wohn- und Geschäftshaus mit der Sparkassen - Filiale
- Nr. 100: 4-gesch. Wohn- und Geschäftshaus mit
- Ecke Rheinstraße: 2-gesch. Eckhaus mit einer Apotheke sowie 2-gesch. typische Bremer Häuser der Jahrhundertwende (1900) an der Rheinstraße
- Nr. 67: 2-gesch. Wohn- und Geschäftshaus (Sparda-Bank) mit 3-gesch. Giebel und zwei Erkern
- Nr. 69a: 3-gesch. Wohn- und Geschäftshaus von um 1910 als Eckhaus mit Erkern und verschiedenen Stilelementen
- Nr. 71: 4.gesch. Wohn- und Geschäftshaus als Eckhaus mit Erker zur Isarstraße mit 2-gesch. typische Bremer Giebelhäusern
- Nr. 71a: 3-gesch. Wohn- und Geschäftshaus von um 1910 mit Zwerchgiebel, Erker und verzierter Fassade
- Nr. 71b bis 75: Drei 2-gesch. Wohn- und Geschäftshaus von um 1910 mit Erkern
- Nr. 77: 3-gesch. Wohn- und Geschäftshaus von um 1910 mit Zwerchgiebel und reich dekorierter Fassade
- Nr. 79: 3-gesch. Wohn- und Geschäftshaus (DHL Paketshop) von um 1910
- Ecke Delmestraße: Delmemarkt, ein Wochenmarkt an der Delmestraße mit 2-gesch. typische Bremer Giebelhäusern; Standort Öffentlicher Bücherschrank Bremen
  - Nr. 81/83: 4.gesch. Wohn- und Geschäftshaus mit Mittelrisalit als Eckhaus
- Nr. 91: 2-gesch. Wohn- und Geschäftshaus von um 1910 mit der Delme-Apotheke
- Ecke Bachstraße: 3-gesch. typische Bremer Häuser der Jahrhundertwende
- Nr. 100: neueres 4-gesch. Wohn- und Geschäftshaus mit der Filiale der Sparkasse Bremen
- Nr. 102: neueres 4-gesch. Wohn- und Geschäftshaus mit einer Apotheke
- Nr. 123: 3-gesch. Wohn- und Geschäftshaus der 1920er Jahre mit Bäckerei

### Gedenktafeln
- Stolpersteine für die Opfer des Nationalsozialismus gemäß der Liste der Stolpersteine in Bremen:
  - Pappelstraße: Keine; Querstraßen:
  - Bachstraße 7 für Bernd (1936–1941), Edith (1935–1941), Ilse (1907–1941), Rosa (1881–1941), Ruth (1932–1941) und Wolf Lustgarten (1900–1941) sowie Sophie Berney (1874–1941); alle in Minsk ermordet
  - Rüdesheimer Straße 37 für Frieda (1898–1941), Mary (1927–1941), Moses (1892–1941) und Ruth Cohen (1923–1941) sowie Curt (1902–1941) und Elvira de Jonge (1918–1941); alle in Minsk ermordet
  - Wiesbadener Straße 30 für Hermann Grünberg jun. (1917–1941); in Minsk ermordet